# Willie Overtoom
William Steve „Willie“ Overtoom (* 2. September 1986 in Bertoua, Kamerun; auch Willy Overtoom) ist ein niederländisch-kamerunischer Fußballspieler. Er spielt auf der Position eines Mittelfeldspielers.
Overtoom ist der Bruder der Schiedsrichterassistentin Franca Overtoom und der Schiedsrichterin Marisca Overtoom.
Overtoom wurde in Kamerun als Williamssteve Mbonkone-Sebé geboren, wuchs jedoch im niederländischen Obdam auf, wo er den Nachnamen seines Stiefvaters annahm. Seine Fußballjugend verbrachte er überwiegend bei AZ im etwa zehn Kilometer entfernten Alkmaar, konnte hier jedoch nicht in den Profibereich vordringen. Erst 2006/07 spielte er seine erste Saison im bezahlten Fußball: bei Stormvogels Telstar kam er auf neun Einsätze in der Eerste Divisie. Anschließend war er eine Spielzeit beim Hoorner Amateurverein HVV Hollandia, wo ihn der Ehrendivisionär Heracles entdeckte. In Almelo entwickelte er sich innerhalb seiner ersten zwei Jahre zum Stammspieler, avancierte unter Trainer Gertjan Verbeek zur „Nummer zehn“ und erzielte dank seiner offensiven Spielweise 14 Tore. Zu Beginn der Saison 2011/12 konnte er seinen hundertsten Ligaeinsatz feiern. Sein Vertrag bei den Heraclieden lief noch bis Mitte 2013. Bereits in der Winterpause 2012/13 wechselte er jedoch zurück zu seinem Jugendverein und zu seinem ehemaligen Trainer Verbeek, zu Almelos Ligakonkurrenten AZ.
Im November 2011 entschied Overtoom sich, einen kamerunischen Pass zu beantragen, damit er für die Nationalmannschaft seines Geburtslandes antreten kann. Sein Debüt gab er schließlich im Mai 2012 in einem Freundschaftsspiel gegen Guinea.